# Резолюция 12 на Съвета за сигурност на ООН
Резолюция 12 на Съвета за сигурност на ООН, приета на 10 декември 1946 г. по повод гражданската война в Гърция, постановява, че представителите на Гърция и Югославия могат да се присъединят без право на глас към разискванията по въпроса в Съвета за сигурност, а представителите на България и Албания са поканени да направят изявления по въпроса пред Съвета, който, в случай че прецени, може да покани представителите на последните две страни също да се присъединят към разискванията без право на глас.
Текстът на резолюцията е гласуван на части, поради което в окончателния си вид тя не е гласувана от Съвета за сигурност. Параграфи 1 и 2 са приети единодушно, параграф 3 е приет с мнозинство. 
„Гръцкият въпрос“ е отнесен до вниманието на Съвета за сигурност на ООН от представителя на СССР през януари 1946 г., след като отправените обвинения за намеса във вътрешните дела на Гърция от британските войски предизвикват противоречия между страните в региона.